# Carlos Báez Carvajal

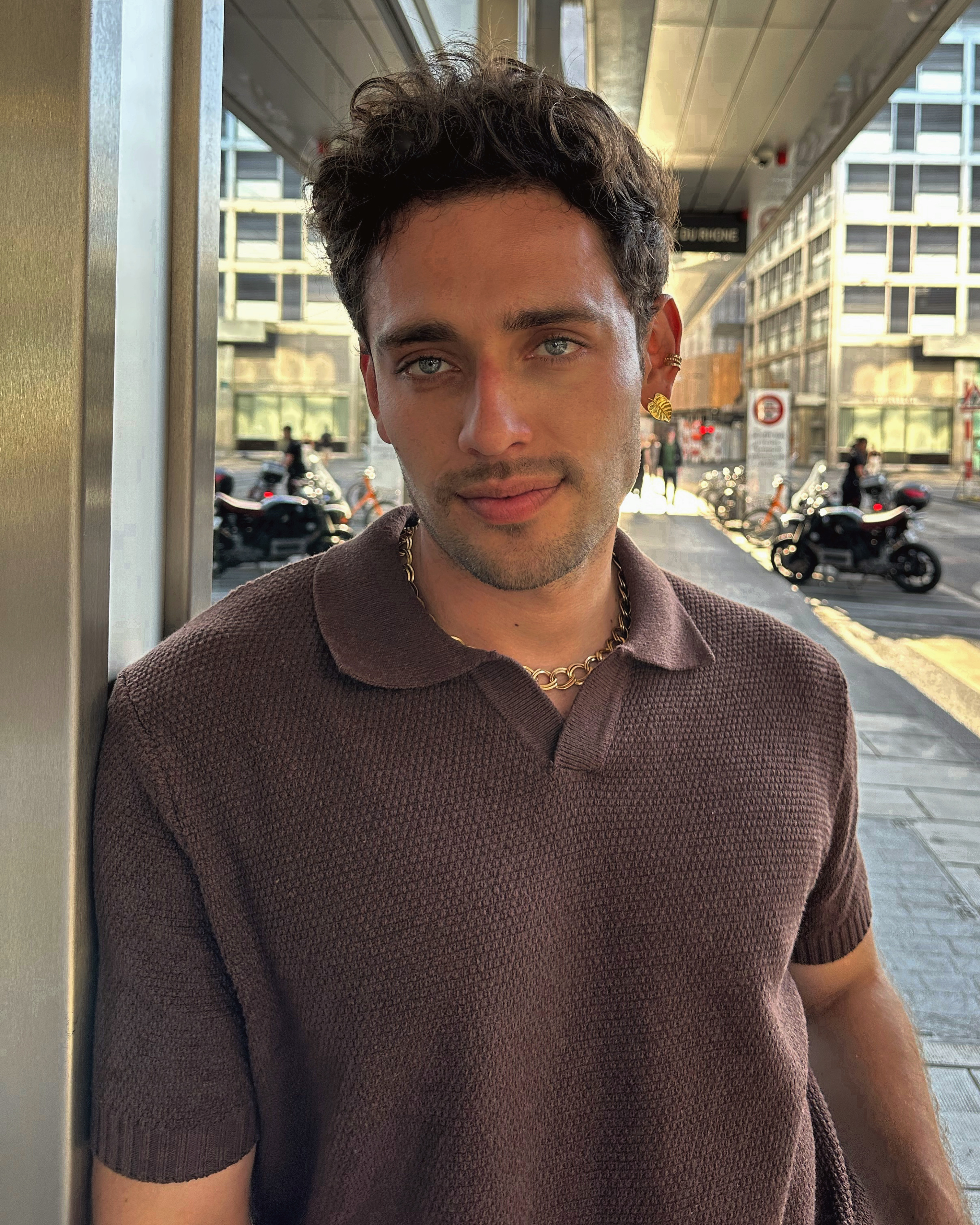
Carlos Báez Carvajal

Carlos Báez Carvajal (* 19. Oktober 1995 in Bogotá) ist ein kolumbianischer Schauspieler.

## Leben und Karriere
Der in Bogotá geborene Báez ist bekannt für seine Rolle als Sebastián Sanin Santana in der Telemundo-Serie Sin senos si hay paraíso und im Spin-off Final Del Paraíso.
2019 hatte er seinen ersten Auftritt in einer Fernsehserie. Weitere Fernseh- und Theaterengagements folgten. Große Bekanntheit erlangte er vor allem durch seine Engagements in spanischsprachigen Seifenopern, etwa durch die Rolle der Sin senos no hay paradise in der Fernsehserie.
Er ist außerdem als Finalist für MasterChef Celebrity Colombia im Jahr 2022 und für die Teilnahme an verschiedenen Produktionen bekannt.
Von 2022 bis 2023 verkörperte er in 94 Episoden der Fernsehserie Ana de nadie die Rolle des Pedro Valenzuela Ocampo. Báez war am 16. April 2024 als Jorge García Celis Teil der Hauptbesetzung der RCN-Fernsehproduktion Rojo Carmesí. Er wirkte in insgesamt 38 Episoden mit.

## Filmografie
- 2019 El Final del Paraíso – Telemundo – Charakter Sebastián Sanin Santana.[6][7][8]
- 2020 Noobees 2 – Nickelodeon-Charakter Kral
- 2021 Krankenschwestern – RCN-Fernsehfigur Andrés Garnica
- 2021 La Nieta Elegía – RCN-Fernsehfigur: Adrián Alvarado Roldán
- 2022 MasterChef Celebrity – RCN
- 2023 Ana de Nadie – RCN Televisión – Charakter: Pedro Valenzuela.[9]
- 2024 Rojo Carmesí – RCN Televisión – Charakter: Jorge García.[10]